# فردیناند بیه
فردیناند بیه (نروژی: Ferdinand Bie; ۱۶ فوریهٔ ۱۸۸۸ – ۸ نوامبر ۱۹۶۱) ورزشکار پنج‌گانه اهل نروژ بود.
وی در مسابقات کشوری و بین‌المللی در مجموع برندهٔ ۱ مدال طلا شده‌است.